# Jane Vanini
Jane Vanini Capozzi ou Jane Vanini (Cáceres - Mato Grosso, 8 de setembro de 1945 - Concepción - Chile, 6 de dezembro de 1974), foi militante politica atuante no Brasil, Cuba e Chile. No território nacional foi participante dos grupos Ação Libertadora Nacional (ALN) e Movimento de Libertação Popular (MOLIPO), já em Havana e Concepcíon foi participante do Movimento de Libertação Popular (Molipo). Em 1974, enquanto estava em Concepcíon, foi vitima da ditadura chilena e somente em 1993 o Estado Chileno reconheceu que Jane foi uma vítima de violações de direitos humanos.

## Biografia
Jane era filha de Antônia Maciel Vanini e José Vanini Filho, nascida em Cáceres, uma pequena cidade do interior de Mato Grosso. Estudou no Colégio Imaculada da Conceição, em sua cidade natal, e se mudou para São Paulo em 1967, onde estudou Ciências Sociais na Universidade de São Paulo (USP). Desde sempre, interessou-se por política, participando assim dos grêmios estudantis do colégio e da faculdade, iniciando a sua militância. Na época, Jane também trabalhava na loja Mappin e na Editora Abril, onde conheceu seu marido com quem ficou casada até 1973, o jornalista Sérgio Capozzi.
Após o fim do primeiro casamento e com a vida clandestina, Vanini se casou usando o nome "Ana", com o jornalista José Tapia Carrasco.
Em seu pouco tempo de vida, foi perseguida por duas ditaduras militares, e assassinada por uma delas. Viveu transitando entre as ditaduras brasileira e chilena, tentando traçar uma linha de fuga através da escrita de 37 cartas.
"Espero que algum dia estejamos juntos e livres, mas se não avançamos, não importa tanto, importa realmente que a sociedade que legamos aos nossos 'herdeiros' possua muito de nós mesmos, de nosso esforço, de nossos ideias, de nosso amor." - Jane Vanini

## Vida política
Em agosto de 1969, ela e o marido começam a prestar serviço para a Ação Libertadora Nacional (ALN), um grupo armado que lutava contra a ditadura militar instaurada no Brasil em 1964, inicialmente desempenhando atividades de apoio. Após uma série de prisões dos membros do grupo, em abril de 1970, o casal foi identificado e caçado pelos órgãos de segurança do regime militar. Colegas da Editora Abril ajudaram Capozzi a fugir, quando a Operação Bandeirante (Oban) tentou prendê-lo no trabalho. O casal começou a viver na clandestinidade no país até conseguir sair do Brasil, embarcando no porto de Santos, em um navio italiano, até Montevidéu. Com os nomes de Mário e Adélia, chegam ao Uruguai, seguindo depois para Buenos Aires, Roma, Praga e Cuba. Após chegar no país, os dois seguiram para Cuba, onde participaram de treinamento militar e Jane começou a trabalhar como locutora do programa diário da Rádio Havana para o Brasil.
Na capital Havana, participaram da fundação, junto a mais 28 militantes ,do Movimento de Libertação Popular (Molipo) e, em 1971, voltaram ao Brasil se estabelecendo em Araguaína (GO), onde, no campo, recomeçaram a luta revolucionária. Do chamado "Grupo dos 28", que fundou a nova organização, Jane ficou entre os que conseguiram sobreviver após a sequência de prisões e mortes imposta pelo aparelho de repressão entre novembro de 1971 e maio de 1973. Em maio de 1972, ela foi condenada à revelia, pela 2º Auditoria Militar de São Paulo, a cinco anos de reclusão e perda dos direitos políticos por 10. Nesse contexto, fugindo das perseguições da política ditatorial da época, Jane foi para o Chile, e, no ano seguinte, Copozzi, que foi seu marido até 1973.
Com o fim do casamento, Jane seguiu na luta e se transformou em “Ana”, casando-se com o jornalista José Tapia Carrasco, o “Pepe”. O casal atuou no MIR durante o governo chileno do presidente Salvador Allende. Em setembro de 1973, com o Golpe de Estado no Chile em 1973, quando tomou o poder o general Augusto Pinochet, Jane Vanini se tornou clandestina pela segunda vez. Saiu de Santiago (Chile) para se refugiar em Concepción (Chile).
Ao longo desses anos de militância e clandestinidade, Jane usou vários codinomes e assumiu vários personagens para fugir da repressão, entre os quais: Adélia, Ana, Carmen e Gabriela, nome do qual era conhecida por seus companheiros no Chile.

## As cartas de Jane Vanini
Durante o tempo que ficou refugiada no Chile, entre 1971 a 1974, Jane manteve contato com família e amigos no Brasil por meio da escrita. Ao todo ela escreveu 37 cartas, descrevendo as dificuldades que encontrou ao viver clandestinamente, principalmente por ser uma mulher em um ambiente predominantemente masculino, e dominada pela repressão política. Vanini registrou suas angustias, ansiedade, esperanças e a saudade que sentia de seu país no papel.

Em algumas das cartas enviadas ao seu sobrinho, a moça explicou a sua vontade de mudar a realidade brasileira e as desigualdades sociais, justificando o motivo pelo qual estava lutando contra a ditadura. No final do registro, ela afirmou que era totalmente a favor da justiça e da igualdade de direitos desde que nasceu.
"(...) Um dia me chamaram de comunista porque no jornal “A voz do aluno” eu reclamava pelo aumento no preço do leite e da carne, que muita gente não podia pagar e esses alimentos são básicos para uma boa alimentação. Mais tarde eu fiquei sabendo o que era o comunismo e que para chegar ao comunismo é necessário uma longa etapa que se chama socialismo. Fiquei sabendo que já havia muitos países socialistas: União Soviética, China, Vietnam do Norte, Coréia e muitos outros e o que é muito importante, que aqui na América Latina existia um país que era um exemplo de socialismo: Cuba. Pois bem, Cuba, como os outros, alcançou o socialismo, lutando com armas na mão, todo o povo, contra a minoria de privilegiados que tinham de tudo e contra o exército que defendiam esses privilegiados. E foi então que eu como muitos outros companheiros pensamos em lutar para implantar o socialismo no Brasil (...)"

O exílio era a única possibilidade de Jane e tantos outros brasileiros fugirem da opressão, sendo banidos de suas próprias vidas para se manterem vivo. Forçada a abandonar seu país de origem, a permanência clandestina em outros países transformou a visão da jovem sobre o Brasil, como escreveu de próprio punho nessa carta endereçada para a Madrinha (sem data):

"(...) Vocês se perguntarão que faço no exterior se me interesso tanto pelo Brasil. Eu lhes explico: Nós pertencemos a um continente a que se chama genericamente por América Latina. Essa América Latina toda tem as mesmas origens raciais que nós do Brasil. Fala um idioma muito parecido e que teve também as mesmas origens. Sofremos as mesmas enfermidades, analfabetismo, fome, velhice prematura, dentição podre, e principalmente o nosso inimigo fundamental é o mesmo: o ianque. É o norte-americano que explora todas nossas riquezas: o petróleo, o cobre, o café, o gado, o ouro, a cultura, as frutas, tudo enfim. E o norte americano não nos explora gratuitamente. Nossos governos pagam a eles para que eles venham a explorar nossas minas, nossos operários, nossa cultura, para que levem a matéria bruta para os EUA pagando uma miséria e nos exportem depois o café solúvel, as peças, as máquinas, enfim, caríssimo o produto acabado. Enquanto isso guardam como reserva o que eles tem nos EUA. Quando nós, os subdesenvolvidos não tivermos mais nada para oferecer-lhes, então eles ainda terão a sua própria riqueza. Nós? Mas que importa nós, se somos seres inferiores, meio macacos subdesenvolvidos, que só copiam os costumes dos povos superiores?Eu sou latino-americana e amo igual ao mestiço, ao criolo, o índio, ao negro, ao asiático, ao branco, que entraram na nossa formação. E meus irmãos são todos os latino-americanos e por eles estou disposta a dar até mesmo a única coisa que realmente possuía: a vida. Digo possuía pois uma vez que uma pessoa contempla as coisas que presenciei e toma a decisão que tomei, não possui nada além do desejo de mudar tudo, não importa a que preço. E como sou latino-americana, dá na mesma estar em Chile ou no Brasil, ou Venezuela, ou México,[sic.]ou Bolívia ou qualquer outro, pois cada país livre apressará a liberdade dos outros. Cada território liberado é uma frente de luta para prosseguir lutando (...)"

Para o historiador de arte Laurent Jeanpierre (2008), apesar da constante deslocação entre os dois mundos, Jane Vanini não era capaz de ultrapassar verdadeira a fronteira de nenhum. Vivia sempre no muro, no meio termo: era fascinada pela paisagem chilena e sonhava com a possibilidade de viver um governo socialista, mas não se esquecia do seu lado brasileiro, da comida, das frutas, da manga e do caju, como escreveu na carta endereçada a Madrinha e assinada por sua personagem Ana, em 12 de junho de 1973:

"[...] Não te esqueças das minhas receitas. Às vezes quero fazer algum bôlo [sic] ou comida brasileira e não sei nenhuma receita. A única coisa que aprendi a fazer (e muito gostosa) é feijoada. Só faltam a couve e a farinha que aqui não existe, nem conhecem. Tenho saudades da manga, do caju, do mamão, porque aqui não existe[sic]essas frutas.Mande-me uma garrafa de pinga, tá? [sic] Isso não existe aqui, porque aqui não dá cana de açúcar. Temos em compensação a chicha de uva, de maçã, que é deliciosa, mas são coisas diferentes."

Já em 1973, ela conheceu o que viria a ser o seu segundo marido, o jornalista José Tapia Carrasco, e confidenciou o novo caso amoroso para a sua família em apenas duas linhas:
"Agora quero contar-lhes uma coisa que lhes “escondo” faz 1 ano e meio. Quando me separei do Sergio, em seguida tornei a casar-me. Faz um ano e meio que vivemos juntos eu e o Pepe (José), um companheiro que está na mesma situação que eu. Pensamos igual e fazemos a mesma coisa." 
Ao longo de seu período de clandestinidade no Chile, sua família era constantemente vigiada no Brasil. As irmãs de Jane chegaram a ser obrigadas a prestarem depoimentos na Operação Bandeirante (Oban), um centro de informações e investigações criado pelo comandante do II Exército, e o seu apartamento foi invadido pelo governo. Em uma carta endereçada aos sobrinhos, ela os conscientizava sobre o cenário em que viviam, e a falta de acesso a informação devido a censura instalada:
“(...) Pois bem, como estávamos ganhando, a facilidade das coisas fez com que nos descuidássemos. Ao mesmo tempo, os ianques começaram a pagar gente para que torturassem os revolucionários e muitos companheiros não resistiram as bárbaras torturas e falaram e foram caindo outros companheiros e estamos na atual situação. Porém a história não morre e um dia novamente o povo compreenderá que novamente chegou a hora de lutar,e novamente lutaremos até que um dia venceremos. E por tudo isso que agora estou longe de vocês... estou condenada a 5 anos de prisão, além das torturas que não aparece nos jornais nem na condenação (...).”
Os militantes que escreviam cartas nessa época se destacavam dos outros, pois a censura e a repressão eram tanta que o silêncio reinava. Vendo por esse ângulo, Jane foi uma militante ousada em expor o que sentia. Apesar do constante risco de ser presa e, até mesmo, morta pelo regime ditatorial, ela seguiu escrevendo cartas para a família e amigos até a sua morte, relatando a realidade de uma mulher exilada, com o intuito de construir um mundo libertário e justo.

## Morte
Na noite de 6 de dezembro de 1974, foi assassinada pelas forças repressoras. De acordo com o Livro "Luta: substantivo feminino", Jane teria resistido por quatro horas, fazendo os policiais da Direção de Inteligência Nacional (Dina) acreditarem que havia vários militantes dentro da casa com ela. Antes de ser detida deixou um bilhete para seu marido em que dizia "Perdão, meu amor, foi a última tentativa de te salvar". Segundo documentos do Governo Chileno, ela resistiu sozinha enquanto destruía documentos até o fim da sua munição, quando então os militares entraram no apartamento onde a encontraram caída, com uma metralhadora ao seu lado. Discurso contraditório. Pepe estava preso, mais tarde ele foi libertado e assassinado pelada ditadura, em 1986.
Em 1993, o Estado Chileno reconheceu que Jane foi uma vítima de violações de direitos humanos. Seus restos mortais foram localizados apenas em 2005, em uma vala de um cemitério clandestino da cidade de Concepción. Segundo a historiadora e professora da Universidade Estadual de Mato Grosso (Unemat) Maria do Socorro Souza Araújo, naquela época era bastante comum enterrar militantes políticos nessas valas coletivas, mostrando as atrocidades e a selvageria praticadas pela ditadura. Os ossos seriam trazidos para o Brasil e entregues aos familiares para a realização do funeral. Mas em 2009, seu sobrinho Ricardo Vanini revelou que no mesmo ano da descoberta foi feito um exame de DNA confirmando que aquela não era a ossada de Jane Vanini. "O problema é que a imprensa nacional e até de outros países divulgou com bastante ênfase a notícia de que foram encontrados os restos mortais dela e isso virou uma verdade. Depois disso, ninguém procurou saber que foram feitos exames e que o resultado descartou qualquer parentesco. Portanto, para nós ela ainda é uma desaparecida política", disse o sobrinho em entrevista ao jornal A Gazeta.

## Reconhecimento
A história de Jane Vanini se tornou conhecimento público apenas em 1992, 18 anos após sua morte, quando a revista de circulação nacional Isto É publicou uma matéria sobre o direito ao reconhecimento oficial de perdas humanas e o direito de indenizações às famílias das vítimas no Chile. Jane foi citada na matéria entre os mortos e desaparecidos no país. Em 19 de Janeiro de 1994, a revista Veja publicou sobre seu desaparecimento e processo de identificação.
Jane é reconhecida no MIR Chileno como heroína da luta contra a ditadura de Pinochet. Seu cado foi apreciado pela Comissão Especial sobre Mortos e Desaparecidos Políticos criada pela Lei nº9.140/1995 e indeferido  por unanimidade, por tratar-se de morte ocorrida no exterior, sem comprovação de envolvimento de agentes brasileiros.
Teve seu nome dado a uma rua no Rio de Janeiro no bairro de Bangu, a uma rua em São Paulo (no bairro Cidade Nova América, em Parelheiros) e a uma praça em Concepción (Chile), próxima a sua última residência. Também teve seu nome dado ao campus da Unemat em Cáceres (Mato Grosso).
- No cinema

Em novembro de 2013, foi anunciado que a história de Jane Vanini se transformaria em um filme nacional. Dirigido pelo premiado diretor mato grossense Joel Vaner Leão, a produção seria feita a partir da leitura das cartas pessoais que a moça trocava com Dulce Vanini, sua irmã, e das interpretações de seus enunciados. Apesar de enviar cartas para os seus pais, cunhados, tios, sobrinhos e irmão, Jane endereçou a maioria das trinta e sete correspondências para Dulce, a quem apelidou de "Madrinha". Todo o processo era feito clandestinamente, já que o Partido Comunista Chileno interceptava todas as encomendas. Ainda sem data para o lançamento, o diretor também pretende adicionar cenas de militantes que lutaram contra a ditadura no Mato Grosso. A atriz prevista para interpretar a jovem estudante é Mayana Neiva.
- Documentário "Missivas - As cartas de Jane Vanini"

Previsto para ser finalizado no segundo semestre de 2019 e disponibilizado na programação da Empresa Brasil de Comunicação, o documentário "Missivas - As cartas de Jane Vanini" pretende contar a história da heroína brasileira. Segundo os diretores Caroline Araújo e Mauricio Pinto, o documentário "As Cartas de Jane Vanini" também tem como objetivo preencher uma lacuna histórica relacionada à memória da jovem estudante, já que ainda não existe nenhum produto audiovisual (ficcional ou documental) registrando a trajetória dessa personagem histórica. "Com este projeto, pretendemos produzir um documentário de 26 minutos focado no período em que Jane vivia no Chile e escrevia à família, nessa intensa troca, incomum e arriscada para o momento histórico. A partir do conteúdo das cartas, e embasado na pesquisa realizada pela professora mestre Maria do Socorro de Araujo Sousa, o roteiro contará com as entrevistas de Dulce Ana Vanini e de outros irmãos de Jane, bem como de pesquisadores que investigaram esse período. No Chile, serão entrevistados integrantes do MIR (Movimiento de Isquierda Revolucionario), visando contar quem era Gabriela, codinome que Jane adotou quando residiu naquele país. Falaremos também com o jornalista Arnaldo Perez, que há muitos anos acompanha o caso, com o diretor da revista Punto Final, que conheceu Jane pessoalmente e também com o advogado que abriu o caso de Jane. A montagem final fará ainda uso do material de arquivo pessoal e público, como as cartas e fotos enviadas desde o Chile." explicou o diretor Mauricio Pinto em sua rede social.
- No Teatro

Em agosto de 2022 a companhia de teatro Cena Onze, apresentou uma peça de teatro em homenagem a Jane Vanini trazendo sua história de vida a fim de demonstrar que ela foi uma mulher a favor dos Direitos Humanos, onde foi realizada uma pesquisa sobre toda a sua trajetória, desde a sua infância até seu desaparecimento. Cena Onze teve o intuito de fortalecer ainda mais a história de Jane, trazendo um espetáculo especial, com diversos figurinos, cenários e iluminações. O espetáculo foi apresentado na Escola Técnica Estadual de Cáceres, que teve como apoio a Prefeitura Municipal de Cáceres e a Unemat, e como patrocinadores a Assembleia Legislativa de Mato Grosso e o Governo do Estado de Mato Grosso. 